# Magic' Boul'vard (chanson)
Singles de François Feldman
Le Serpent qui danse
(1991) Joy
(1991)
Clip vidéo
[vidéo] « Magic' Boul'vard », sur YouTube
Pistes de Magic' Boul'vard
Corsica
(3) Le Serpent qui danse
(5)
Magic' Boul'vard est une chanson de François Feldman, parue sur l'album éponyme en 1991. Elle est ensuite sortie en single en août 1991. C'est le deuxième single extrait de l'album.
La chanson est écrite par Jean-Marie Moreau et composée par François Feldman. Elle évoque, de façon mélancolique, le quotidien d'une ouvreuse de cinéma. Magic boul'vard est le nom du cinéma dans lequel elle travaille. Dans le vidéo-clip de la chanson, le rôle de l'ouvreuse est tenu par Annie Girardot.
Sur la face B du single figure Wally Boule Noire, une chanson de François Feldman originellement sortie en 1984. La version maxi (de 4 minutes et 21 secondes) de cette chanson est utilisée sur tous les supports du single sorti en 1991,.

## Liste des titres
| 1. | Magic' Boul'vard  | Jean-Marie Moreau | François Feldman | 3:34 |
| 2. | Wally Boule Noire | Jean-Marie Moreau | François Feldman | 4:21 |

| A.  | Magic' Boul'vard (version longue)        | Jean-Marie Moreau | François Feldman | 3:56 |
| B1. | Magic' Boul'vard (version instrumentale) |                   | François Feldman | 3:56 |
| B1. | Wally Boule Noire                        | Jean-Marie Moreau | François Feldman | 4:21 |

## Accueil commercial
En France, Magic' Boul'vard s'est classé durant onze semaines dans le Top 50, de février à juin 1991, soit cinq mois consécutifs. Il est entré directement en 32e position et progresse jusqu'à atteindre la 12e position durant la cinquième et la sixième semaine.

## Classements et certifications
| Classement (1991) | Meilleure position |
| ----------------- | ------------------ |
| France (SNEP)     | 12                 |

| Classement (1991) | Position |
| ----------------- | -------- |
| France (SNEP)     | 61       |

## Historique de sortie
| Pays    | Date      | Format                                              | Label               |
| ------- | --------- | --------------------------------------------------- | ------------------- |
| France, | août 1991 | 45 tours, maxi 45 tours, CD single, cassette single | Big Bang, Phonogram |